# Roberto Enrique Mata Gálvez
Roberto Enrique Mata Gálvez (* 1943) ist ein guatemaltekischer Militär und Diplomat im Ruhestand.
Mata Gálvez schloss am 1. Oktober 1976 sein Studium an der Escuela Politécnica ab und wurde daraufhin zum Unteroffizier ernannt. Am 27. Juli 1982 erhielt er das Kommando über die Fuerza de Tarea Gumarcaj (Quiché military zone). Von Juni 1984 bis 30. Juni 1986 war er Direktor der Escuela Politécnica in Guatemala-Stadt. Befehlshaber der Base Militar Playa Grande (Ixcán) war er bis 18. Januar 1986, ab 28. Januar 1986 war er bis 22. Dezember 1987 von Marco Vinicio Cerezo Arévalo zum Leiter des Generalstabes berufen worden.
Von 1. März 1988 bis 21. Mai 1990 war General Mata Gálvez Befehlshaber über die Zona Militar 19, Huehuetenango, und von 1. März 1988 bis 1. April 1989 Befehlshaber über das Cuartel General von Guatemala-Stadt. In dieser Funktion erklärte er in einem Interview: „We make no distinction between the Catholic Church and communist subversion.“
Von 21. Mai 1990 bis 4. September 1990 war er Unterchef des Generalstabs und ab 3. September 1990 Staatssekretär im Estado Mayor Presidencial. Bis zum 20. Dezember 1990 war er Generalstabschef. Am 31. Dezember 1990 wurde er zum Divisionsgeneral ernannt.
Am 10. Februar 1991 wurde er aus den Dienst der Streitkräfte Guatemalas in den Ruhestand versetzt. Vom 6. Dezember 1995 bis zum 1. Mai 1996 war er Botschafter in Taipeh und 2001 in Santo Domingo. Am 14. Februar 2003 wurde ihm eine besondere Ruhestandsvergütung aufgrund seiner Funktion bei den Streitkräften Guatemalas dekretiert.

## Veröffentlichungen
- Memorias de un General. Servicio a la patria en tiempos del conflicto armado interno. SERVITAG, Guatemala-Stadt 2015, ISBN 978-9929-40685-8.